# Beat Generation (divadelní hra)
Beat Generation je divadelní hra napsaná Jackem Kerouackem po jeho návratu na Floridu na podzim roku 1957. Bylo to ve stejný rok, kdy vychází jeho klíčový román Na cestě. Na veřejnost se hra dostala až roku 2005.